# Amadeus Austrian Music Awards
Gli Amadeus Austrian Music Awards sono la cerimonia di premiazione annuale per le eccellenze nell'industria musicale austriaca. Il premio è stato assegnato ai musicisti austriaci di maggior successo dal 2000 in poi e si tiene presso il Volkstheater di Vienna ogni marzo dal 2012.

## Storia
La cerimonia di premiazione dell'Amadeus Austrian Music Awards fu fondata dalla International Federation of the Phonographic Industry austriaca nel 2000 ed è stata trasmessa dall'emittente nazionale austriaca Österreichischer Rundfunk (ORF) in uno show televisivo condotto da Andi Knoll.
Nel 2008, le emittenti Puls 4 e ProSiebenSat.1 Media ospitarono insieme la cerimonia sui loro canali. Michael Ostrowski ha condotto lo show dal 2008 al 2010 e Manuel Rubey nel 2012. Dal 2012, la cerimonia si è tenuta al Volkstheater di Vienna, dopo essere stata precedentemente tenuta al Gasometer B presso la Kunsthalle Wien e alla Wiener Stadthalle. La cerimonia del 2011 è stata annullata e successivamente riprogrammata come evento del 2012.
Dal 2012 al 2017, l'attore e musicista Manuel Rubey è stato il conduttore della premiazione e la moderatrice Arabella Kiesbauer lo ha accompagnato dal 2015. Nel 2015, la cerimonia di premiazione è stata trasmessa per la prima volta da ATV. Dal 2017, la trasmissione televisiva della cerimonia di premiazione è stata nuovamente organizzata dall'ORF. Nel 2018 e nel 2019 Conchita Wurst ha assunto il ruolo di moderatrice.

## I premi
I premi possono essere assegnati a qualsiasi musicista con cittadinanza austriaca o che abbia stabilito la propria carriera in Austria. A partire dal 2023, ci sono 14 categorie:

### Premi principali
- Album of the Year
- Song of the Year
- Live Act of the Year
- Songwriter of the Year
- FM4 Award
- Lifetime Achievement
- Best Sound

### Categorie
- Alternative
- Hard & Heavy
- HipHop / Urban
- Jazz / World / Blues
- Electronic / Dance
- Pop / Rock
- Schlager / Folk music